# منظمة مكافحة الجراد الصحراوي لشرق إفريقيا
منظمة مكافحة الجراد الصحراوي لشرق إفريقيا هي «منظمة إقليمية لإدارة الآفات وناقلات الأمراض تم إنشاؤها بموجب اتفاقية دولية موقعة في أديس أبابا، إثيوبيا في عام 1962». وتهدف لضمان الأمن الغذائي في شرق إفريقيا (أوغندا وكينيا وتنزانيا وإثيوبيا والسودان وجنوب السودان وإريتريا والصومال وجيبوتي).
المقر الرئيسي في أديس أبابا، إثيوبيا. كل دولة عضو لديها قاعدة احتياطي التحكم ومدير أساسي يمثل المنظمة على مستوى الدولة. تم إنشاء المنظمة بموجب اتفاقية دولية موقعة في أديس أبابا، إثيوبيا في عام 1962، وهي مسجلة لدى الأمم المتحدة. جاء ذلك في أعقاب تفشي الجراد الصحراوي في الأربعينيات من القرن الماضي والذي خلف جوعًا وموتًا هائلين في جميع أنحاء المنطقة، وبتوصية، في أكتوبر 1961، من قبل الدورة الثالثة للجنة الفرعية لمكافحة الجراد الصحراوي في شرق إفريقيا التابعة لمنظمة الأغذية والزراعة. يتكاثر الجراد الصحراوي في منطقة الساحل بأفريقيا ويهاجر إلى بقية العالم عندما يتم استنفاد الموارد الغذائية داخل مناطق التكاثر.
بعد الإدارة الناجحة للجراد، مما أدى إلى خلو أوغندا وكينيا وتنزانيا من الهجمات لسنوات عديدة، تم تمديد ولاية المنظمة لتشمل الآفات المهاجرة الأخرى مثل عثة دودة الحشد الأفريقية (Spodoptera exempta) الطيور الآكلة للحبوب (Quelea quelea) وذباب التسي تسي (Glossina spp) وناقلات الناغانا ومرض النوم .

## الأعضاء
والدول الأعضاء هي جيبوتي وإريتريا وإثيوبيا وكينيا والصومال وجنوب السودان والسودان وتنزانيا وأوغندا.

## روابط خارجية
- موقع رسمي